# (34580) 2000 SA343
2000 SA343 (asteroide 34580) é um asteroide da cintura principal. Possui uma excentricidade de 0.05225210 e uma inclinação de 2.01108º.
Este asteroide foi descoberto no dia 24 de setembro de 2000 por LINEAR em Socorro.